# Klaus Fleischhaker
Klaus Fleischhaker (* 1956 in Waidhofen an der Thaya) ist ein österreichischer Koch.

## Werdegang
Fleischhaker entstammt einer Gastronomenfamilie. Nach der Ausbildung im Weinviertel wechselte er ins Hilton in Wien, wo ihn Küchenchef Werner Matt in die Nouvelle Cuisine einführte, dann folgten der Luxusliner Sagafjord, das Grand Hotel in Stockholm, wo er die Liebe zum Fisch entdeckte, und das Hotel Belvedere in Davos. 1984 wurde Fleischhaker Küchenchef im Hotel Schloss Fuschl in Salzburg.
1988 machte er sich mit dem Salurnerhof in Elsbethen selbständig. Anfang 1991 fand er einen ruhigeren Ort im Restaurant Pfefferschiff in Söllheim bei Hallwang, das ab 2006 mit einem Michelinstern ausgezeichnet war.
1996 eröffnete er das Hotel Rosenvilla in Salzburg Stadt, das von seiner Tochter geführt wird. Im Mai 2001 wurde Klaus Fleischhaker vom Gault-Millau als Koch des Jahres gekürt. Um 2009 schrieb er mit anderen Köchen für die Süddeutsche Zeitung die Rubrik Nimm 3. 2010 übergab er das Restaurant an seinen langjährigen Mitarbeiter Jürgen Vigne.
Von Juli 2013 bis September 2022 führte er das Bistro Glüxfall in Salzburg. Dann ging er in den Ruhestand.

## Auszeichnungen
- 2001: Koch des Jahres von Gault-Millau
- 2006: Ein Michelinstern für das Restaurant Pfefferschiff[4]

## Publikationen
- Das Pfefferschiff Kochbuch. D+R Verlag 2009, ISBN 978-3-902469-21-2.